# David Schwimmer
David Schwimmer (Flushing, Queens, New York, 1966. november 2. –) Primetime Emmy-díjra jelölt amerikai színész, filmrendező és producer.
1989-ben debütált a Halálos csönd című tévéfilmben, majd az 1990-es évek elején televíziós sorozatokban vendégszerepelt. Világhírnévre Ross Geller szerepében tett szert a Jóbarátok című szituációs komédiában, 1994 és 2004 között alakítva a szereplőt. Schwimmer a szereppel egy Screen Actors Guild-díjat, valamint egy Primetime Emmy-jelölést szerzett. A sorozat forgatása idején feltűnt a Julie De Marco (1996), a Hat nap, hét éjszaka (1998), a Stephen King: Az eminens  (1998) és az El a kezekkel a feleségemtől (2001) című filmekben. 2001-ben Az elit alakulat című minisorozatba válogatták be.
A Jóbarátok 2004-es befejezése után további színpadi és filmes szerepeket vállalt. Játszott a Duane második esélye (2005), a Rosszbarátok (2006) és a Láncra vert igazság (2008) című filmekben. Melman a zsiráf hangját kölcsönözte a Madagaszkár-filmsorozatban. 2007-ben jelent meg első filmrendezése, Fuss, dagi, fuss! címmel.
2016-ban az American Crime Story Az O. J. Simpson-ügy című évadjában alakította  Robert Kardashian ügyvédet, megszerezve második Primetime Emmy-jelölését.

## Élete és pályafutása
1966-ban született Queensben. 
Eleinte színházi előadásokban lépett fel, majd televíziós sorozatokban vállalt epizódszerepeket. 1994-ben eljött a nagy áttörés, amikor a Jóbarátok című sorozatban ráosztották Ross Geller szerepét. A sorozat világsiker lett és 10 évad készült belőle. A sorozat több epizódját Schwimmer rendezte, akit színészként Primetime Emmy-díjra is jelöltek. 
Közben estés filmekben is játszott, feltűnt a Farkas (1994), a Stephen King: Az eminens (1998) és a Hat nap, hét éjszaka (1998) című filmekben. A Madagaszkár című 2005-ös animációs filmben és annak folytatásaiban Melman a zsiráf eredeti hangját kölcsönözte. 2001-ben szerepelt a HBO által gyártott Az elit alakulat című minisorozatban is. Ezután több film és sorozat elkészítésében producerként vett részt.

## Filmográfia

### Film
| Év   | Magyar cím                                | Eredeti cím            | Szerep                              | Magyar hang    |
| ---- | ----------------------------------------- | ---------------------- | ----------------------------------- | -------------- |
| 1991 | Intruderek támadása                       | Flight of the Intruder | Duty rendőrtiszt                    |                |
| 1992 | Túl a hídon                               | Crossing the Bridge    | John Anderson                       | Sztarenki Pál  |
| 1993 | A húszdolláros                            | Twenty Bucks           | Neil Campbell                       | Lippai László  |
| 1993 |                                           | The Waiter (rövidfilm) | gonosz pincér                       |                |
| 1993 |                                           | The Pitch (rövidfilm)  | Vinnie                              |                |
| 1994 | Farkas                                    | Wolf                   | rendőr                              |                |
| 1996 | Julie De Marco                            | The Pallbearer         | Tom Thompson                        | Galambos Péter |
| 1997 | Szilikon völgy (Kebelbarátok)             | Breast Men             | Dr. Kevin Saunders                  | Lippai László  |
| 1998 | Hűségteszt                                | Kissing a Fool         | Max Abbitt                          | Galambos Péter |
| 1998 | Hat nap, hét éjszaka                      | Six Days Seven Nights  | Frank Martin                        | Schnell Ádám   |
| 1998 | Stephen King: Az eminens                  | Apt Pupil              | Edward French                       | Laklóth Aladár |
| 1998 |                                           | The Thin Pink Line     | Kelly Goodish / J.T.                |                |
| 1999 | A hangos revolverek városa                | All the Rage           | Chris                               | Galambos Péter |
| 2000 | Szerelem és szex                          | Love & Sex             | Jehova tanúja                       |                |
| 2000 | El a kezekkel a feleségemtől!             | Picking Up the Pieces  | Leo Jerome atya                     | Kovács Levente |
| 2001 | Szálló                                    | Hotel                  | Jonathan Danderfine                 |                |
| 2005 | Madagaszkár                               | Madagascar             | Melman (hangja)                     | Seder Gábor    |
| 2005 |                                           | Duane Hopwood          | Duane Hopwood                       |                |
| 2006 | Rosszbarátok                              | Big Nothing            | Charlie                             | Galambos Péter |
| 2007 | Fuss, dagi, fuss!                         | Run, Fatboy, Run       | statiszta (stáblistán nem szerepel) |                |
| 2008 | Láncra vert igazság                       | Nothing But the Truth  | Ray Armstrong                       | Galambos Péter |
| 2008 | Madagaszkár 2.                            | Madagascar 2           | Melman (hangja)                     | Seder Gábor    |
| 2012 | John Carter                               | John Carter            | fiatal harcos                       |                |
| 2012 | A jégember                                | The Iceman             | Josh Rosenthal                      |                |
| 2012 | Madagaszkár 3.                            | Madagascar 3           | Melman (hangja)                     | Seder Gábor    |
| 2013 | Madagaszkár – Állati szerelem (rövidfilm) | Madly Madagascar       | Melman (hangja)                     |                |
| 2019 | Pénzmosó                                  | The Laundromat         | Matthew Quirk                       | Galambos Péter |
| 2024 |                                           | Little Death           | Martin                              |                |

### Televízió
| Év        | Magyar cím                              | Eredeti cím                                       | Szerep                    | Magyar hang     | Megjegyzések                       |
| --------- | --------------------------------------- | ------------------------------------------------- | ------------------------- | --------------- | ---------------------------------- |
| 1989      | Halálos csönd                           | A Deadly Silence                                  | Robert "Rob" Cuccio       | Wohlmuth István | tévéfilm                           |
| 1991–1992 |                                         | The Wonder Year                                   | Michael                   |                 | 4 epizód                           |
| 1992–1993 |                                         | L.A. Law                                          | Dana Romney ügyész        |                 | 5 epizód                           |
| 1993      | New York rendőrei                       | NYPD Blue                                         | Josh '4B' Goldstein       |                 | 4 epizód                           |
| 1994–2004 | Jóbarátok                               | Friends                                           | Ross Geller               | Galambos Péter  | - főszereplő - rendező (10 epizód) |
| 1998      | Mióta elmentél…                         | Since You've Been Gone                            | Robert S. Levitt          | Galambos Péter  | tévéfilm (filmrendező)             |
| 2001      | Az elit alakulat                        | Band of Brothers                                  | Herbert Sobel százados    | Galambos Péter  | minisorozat                        |
| 2001      | Lázadás                                 | Uprising                                          | Yitzhak "Antek" Zuckerman | Galambos Péter  | tévéfilm                           |
| 2007      | A stúdió                                | 30 Rock                                           | Greenzo / Jared           | Galambos Péter  | 1 epizód                           |
| 2009      | MadagaszKarácsony                       | Merry Madagascar                                  | Melman (hangja)           | Seder Gábor     | rövidfilm                          |
| 2012      | Web-terápia                             | Web Therapy                                       | Newell L. Miller          | Welker Gábor    | 4 epizód                           |
| 2015      | Sikersorozat                            | Episodes                                          | önmaga                    | Galambos Péter  | 1 epizód                           |
| 2016      | American Crime Story: Az OJ Simpson-ügy | The People v. O. J. Simpson: American Crime Story | Robert Kardashian         | Galambos Péter  | minisorozat (10 epizód)            |
| 2016      |                                         | Feed the Beast                                    | Tommy Moran               |                 | 10 epizód                          |
| 2018–2019 | Will és Grace                           | Will & Grace                                      | Noah Broader              |                 | 7 epizód                           |
| 2020–2023 | Kémbarátok                              | Intelligence                                      | Jerry Berstein            | Galambos Péter  | állandó szereplő                   |
| 2021      | Jóbarátok: Újra együtt                  | Friends: The Reunion                              | önmaga                    | Galambos Péter  | - különkiadás - vezető producer    |
| 2023      | Extrapolációk                           | Extrapolations                                    | Harris Goldblatt          |                 | 1 epizód                           |
| 2023      | Áldozati bárány                         | Captain Fall                                      | Joel Moon (hangja)        |                 | 1 epizód                           |
| 2023      |                                         | The Great Celebrity Bake Off for SU2C             | önmaga                    |                 | 1 epizód                           |

## Fontosabb díjak és jelölések
- díj: Filmszínészek Egyesülete-díj - Legjobb filmes csapat - vígjáték sorozat kategória (Jóbarátok)
- díj: Satellite-díj - Legjobb férfi mellékszereplő mini-sorozatban (Az elit alakulat)
- díj: TV Guide-díj - Legjobb csapat (Jóbarátok)
- jelölés: Emmy-díj - legjobb férfi mellékszereplő (vígjáték tévésorozat) (Jóbarátok)